# Шахнарович, Александр Маркович
Алекса́ндр Ма́ркович Шахнаро́вич (3 ноября 1944, Москва — 5 февраля 2001, Москва) — советский и российский психолингвист, специалист по детской речи, доктор филологических наук, профессор.

## Биография
Служил в Советской армии (1963—1966), в 1969 году окончил факультет русского языка и литературы МГПИ им. В. И. Ленина. В 1974 году под руководством А. А. Леонтьева защитил кандидатскую диссертацию «К проблеме психолингвистического анализа детской речи».
Работал в Институте языкознания АН СССР на должностях младшего и старшего научного сотрудника, учёного секретаря; преподавал в Московском государственном педагогическом институте (1980—1982), в Военном институте иностранных языков (1982—1983), с 1983 года — в Московском государственном лингвистическом университете. В 1985 году защитил докторскую диссертацию «Семантика детской речи : Психолингвистический анализ».
Действительный член общественных организаций под названием Международная академия наук (1991) и РАЕН (1994); входил в состав редколлегии журнала «Родная речь».
С 1993 года — заместитель директора по научной работе Института языкознания РАН, с 1997 года первый заведующий отделом экспериментальных исследований речи. Автор более 280 научных публикаций.
Жена — научный сотрудник НИИ дошкольного Воспитания АПН СССР Елена Иосифовна Негневицкая.

## Основные работы
Книги
- Леонтьев А. А., Шахнарович А. М., Батов В. И. Речь в криминалистике и судебной психологии. — М.: Наука, 1977. — 62 с.
- Сорокин Ю. А., Тарасов Е. Ф., Шахнарович А. М. Теоретические и прикладные проблемы речевого общения. М.: Наука, 1979.
- Негневицкая Е. И.. Шахнарович А. М. Язык и дети. М.: Наука, 1981.
- Психолингвистика. Сборник статей. — 1984 (редактор);
- Кубрякова Е. С., Сахарный Л. В., Шахнарович А. М. Человеческий фактор в языке: язык и порождение речи. — М.: Наука, 1991. — 239 с. (глава «К проблеме языковой способности (механизма)»);
- Шахнарович А. М., Юрьева Н. М. Психолингвистический анализ семантики и грамматики (на материале онтогенеза речи). М.: Наука, 1991.
- Васильева Н. В., Виноградов В. А., Шахнарович А. М. Краткий словарь лингвистических терминов. — М.: Русский язык, 1995. — 176 с. — ISBN 5-200-02243-6. (2-е изд. 2003);
- Детская речь в зеркале психолингвистики. — М., 1999.
- Избранные труды. М.: Гуманитарий, 2001.

Статьи
- Шахнарович А. М., Графова Т. А. Экспериментальное исследование реализации эмотивности в речевой деятельности // Человеческий фактор в языке: Языковые механизмы экспрессивности. — М.: Наука, 1991. — С. 99-114.
- Языковая личность и языковая способность // Язык — система. Язык — текст. Язык — способность. Сб. статей/ Институт русского языка РАН. — М., 1995. — С. 213—223.